# Плесецкий заказник
Плесецкий заказник — государственный природный биологический заказник на юге Плесецкого района Архангельской области.

## История
Плесецкий заказник был образован решением исполнительного комитета Архангельского областного совета народных депутатов от 15 мая 1981 года № 16/10 с целью сохранения и восстановления редких и ценных в хозяйственном отношении охотничьих животных. Площадь заказника — 20,0 тыс. га.

## Расположение
Точное описание границ заказника:
- северная — по северной просеке кв. 1—6, 12 Кирилловского участкового лесничества Обозерского лесничества;
- восточная — по восточной просеке кв. 12, 21, 31 Кирилловского участкового лесничества Обозерского лесничества;
- южная — по южной просеке кв. 31, 30, 29, 28, 27 Кирилловского участкового лесничества Обозерского лесничества;
- западная — по западной просеке кв. 27, 28, 18, южной просеке кв. 18, 8, 7, западной просеке кв. 7, 1 Кирилловского участкового лесничества Обозерского лесничества.

## Описание
Лесные земли занимают 68,5 % общей площади заказника, почти полностью представленные покрытыми лесами площадями. Непокрытые лесом территории занимают 23 га. Современная ценность Плесецкокой ООПТ заключается в охране участка миграционного балтийско-беломорско-сибирского пролётного пути птиц, одна из ветвей которого пролегает вдоль реки Онега.